# Casa al Carrer Sant Sebastià, 3 (Camallera)
La casa al Carrer Sant Sebastià, 3 és un habitatge dins del nucli urbà de la població de Camallera, a la part de migdia del terme, al veïnat de Sant Sebastià, inclòs a l'Inventari del Patrimoni Arquitectònic de Catalunya.
Edifici de planta rectangular, format per dues construccions adossades a l'edifici de la casa Gibert. Presenta un jardí a la part posterior i té les cobertes de dues vessants de teula i està distribuït en planta baixa i pis. A la façana principal hi ha un portal d'accés d'arc rebaixat, amb els brancals bastits amb pedres desbastades. Al pis, les finestres són rectangulars, amb un emmarcament arrebossat amb motllures. La crugia situada al nord té les obertures emmarcades amb carreus de pedra desbastats, al pis. A la planta baixa han estat transformades. La part superior de la façana presenta una motllura decorativa pintada. L'altra construcció presenta un gran portal d'arc rebaixat a la planta baixa i una galeria tancada, formada per quatre finestres amb el coronament esglaonat i la barana d'obra decorada, al pis. Ambdues construccions estan arrebossades i pintades.